# العقة
تقع منطقة العقة في إمارة الفجيرة في دولة الإمارات العربية المتحدة، تقع المنطقة على بعد 50 كيلومتراً شمال إمارة الفجيرة وتطل مباشرة على خليج عمان.
اشتهر أهالي منطقة العقة بعدة مهارات أهمها ركوب البحر والصيد وجمع العسل من الجبال؛ إضافة إلى الزراعة وتربية المواشي. تعدّ منطقة العقة من المناطق الجاذبة للسياح أهمها محمية العقة البحرية و فندق ومنتجع مريديان شاطئ العقة. تسمى منطقة العقة بـ «لؤلؤة الساحل الشرقي» لما لها من العديد من المناظر الخلابة والطبيعة الجميلة.

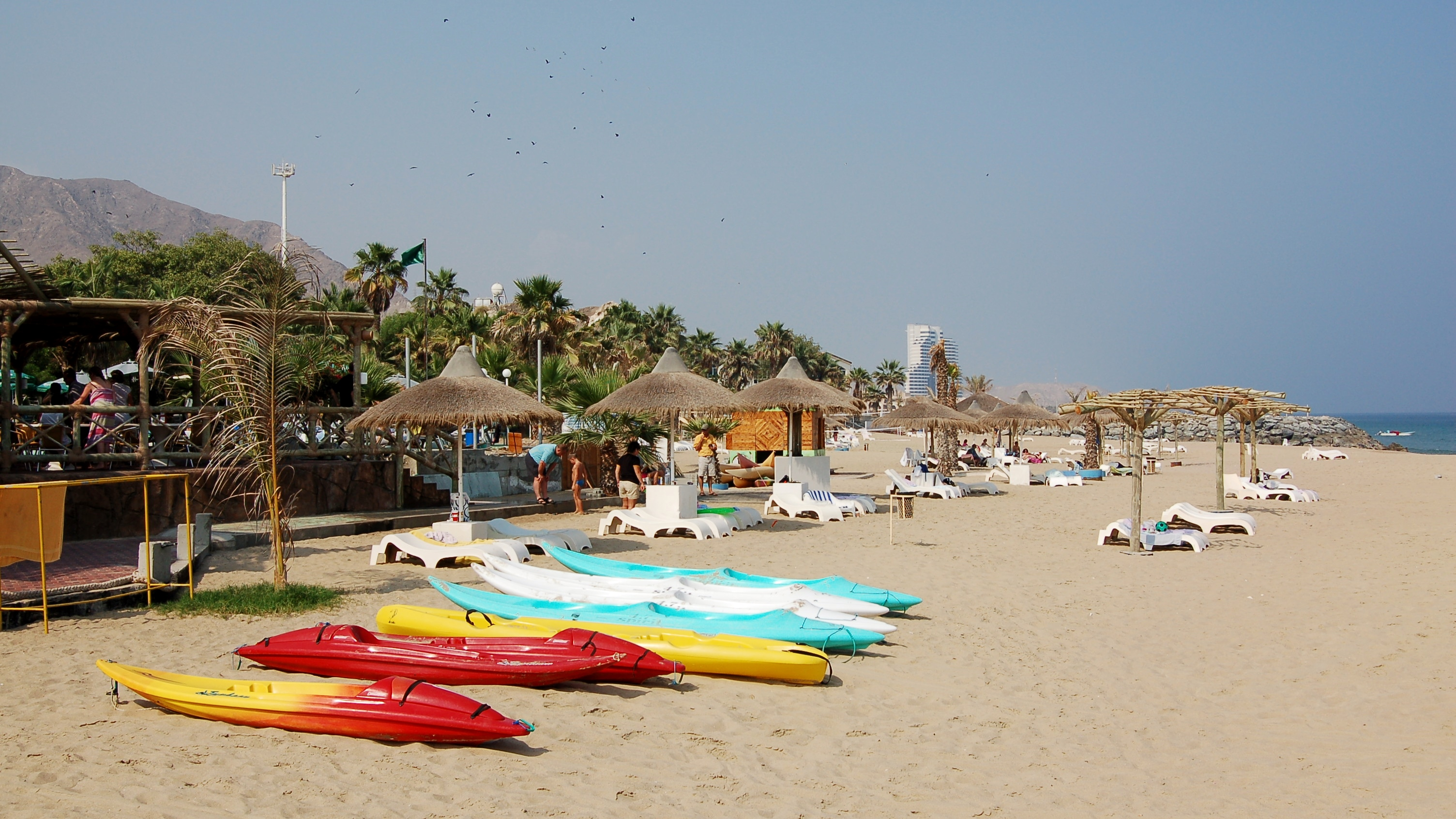
شاطىء العقة

## شاطئ العقة
يطل منتجع مريديان شاطئ العقة على الساحل الشرقي بالقرب من خليج عمان بالتحديد على شاطئ العقة الواقع بين دبا وخورفكان، يفضل الذهاب إلى المنتجع عن طريق الشارقة باتجاه الذيد ثم إلى مسافي ومنها إلى طريق الفجيرة خورفكان أو مرورا بدباى ى .

## سبب تسميتها بالعقة
سيمت بهذا الاسم بسبب عقوقها لأوامر الخليفة أبي بكر الصديق - رضي الله عنه - وتحتوي المنطقة على كثير من قبور الصحابة الذين اسشهدوا في حروب الردة .

## العقة والفقيت
تعد منطقتا العقة والفقيت من أكثر الأماكن الجاذبة للسيح في الفجيرة، وبخاصة في فصل الشتاء بسبب درجات الحرارة المنخفضة وأجواء البحر . أيضا يتركز البعض في الجبال وبخاصه عند أشجار الغاف والسمر، بالإضافة إلى العديد من الفنادق والمنتجعات السياحية الموجودة هناك .